# Iron Gwazi
Iron Gwazi est un parcours de montagnes russes au parc d'attractions Busch Gardens Tampa à Tampa, en Floride. Construit et conçu par Rocky Mountain Construction (RMC), il est doté de la technologie brevetée I-Box Track. Iron Gwazi réutilise une grande partie de la structure en bois qui existait lorsque les montagnes russes étaient connues sous le nom de Gwazi, ce qui en fera des montagnes russes hybrides utilisant une combinaison d'acier et de bois. Il est devenu à son ouverture le plus haut parcours de montagnes russes hybride d'Amérique du Nord, ainsi que le plus raide et le plus rapide du monde. Initialement prévu pour 2020, son ouverture a été reportée à plusieurs reprises à mars 2022.
Construit à l'origine sous forme de montagnes russes en duel en bois avec deux pistes séparées, Gwazi a ouvert ses portes au public le 18 juin 1999. Il a été construit par Great Coasters International. En conséquence, les deux pistes des montagnes russes étaient nommés Lion et Tiger. Bien que les deux parcours soient similaires, ils n'étaient pas identiques.

## Histoire

### Gwazi

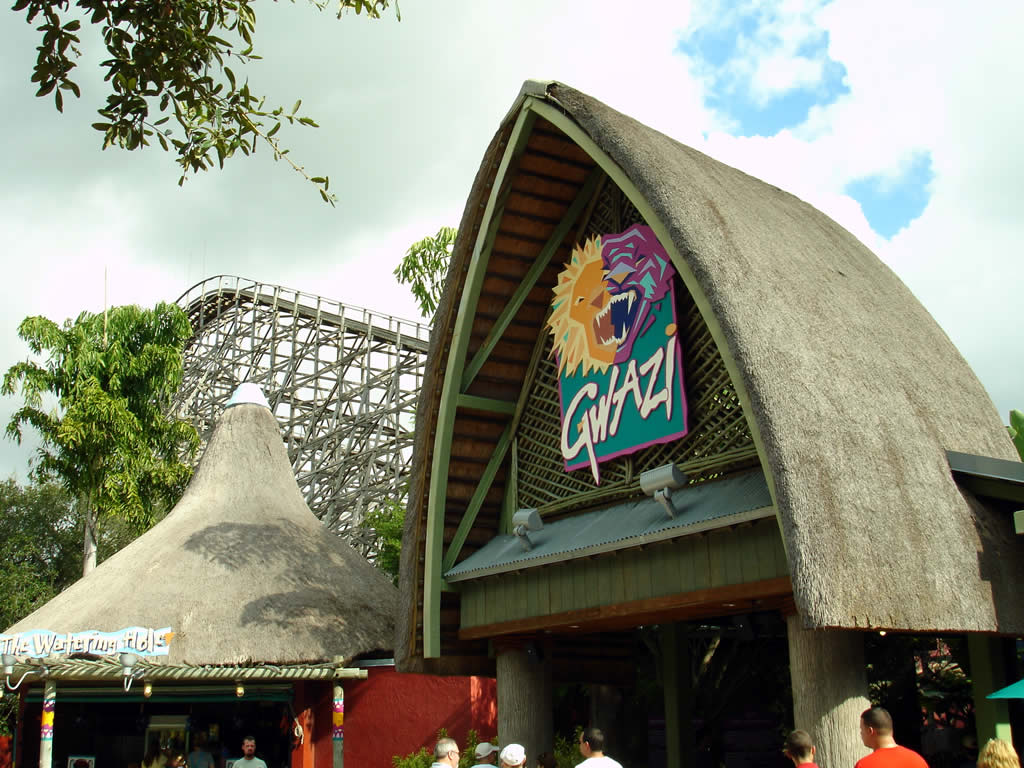
Entrée de Gwazi

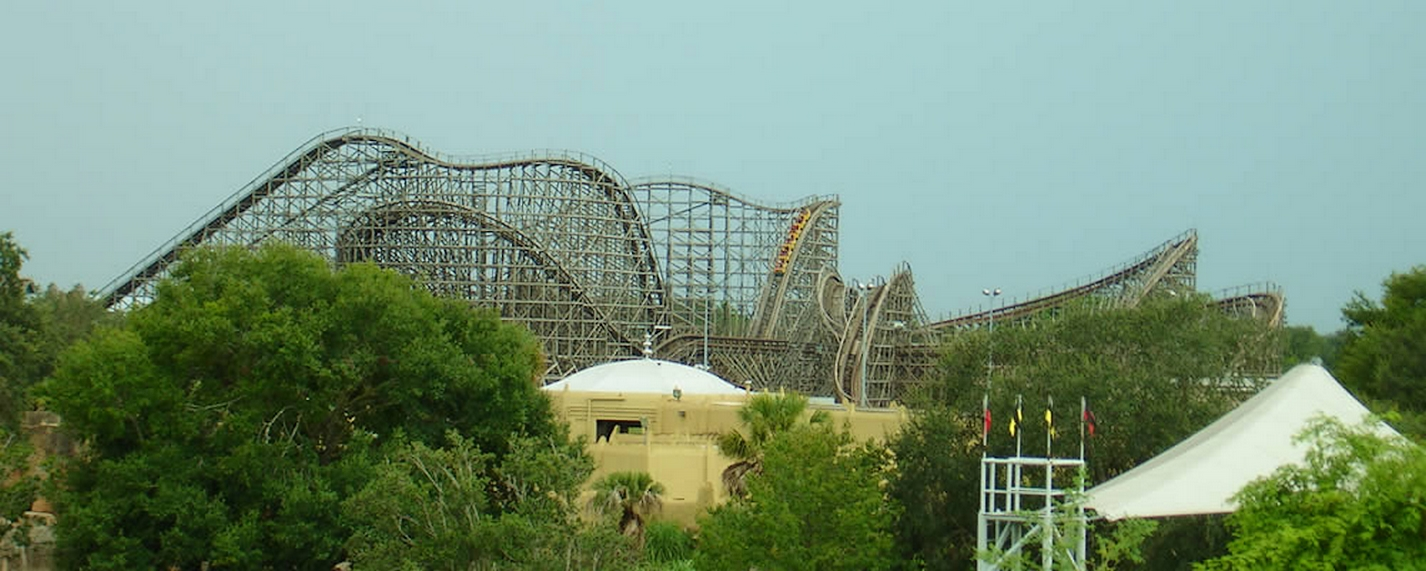
Vue de Gwazi depuis le Skyride

Le 16 juin 1998, Busch Entertainment Corporation (propriétaire de Busch Gardens Tampa) a déposé une marque auprès du Bureau américain des brevets et des marques pour le nom Gwazi. L'attraction a été construite sur une partie des terrains qui étaient autrefois occupés par la Brasserie Busch. La brasserie a fermé ses portes en 1995 et a ensuite été démolie, libérant des terres au milieu du parc.
Gwazi ouvre 18 juin 1999, quelques mois après Dueling Dragons à Universal's Islands of Adventure, le premier duel de montagnes russes de Floride,. Le nom Gwazi vient d'une créature légendaire avec une tête de tigre et un corps de lion. En conséquence, les deux parcours sont nommés "Lion" et "Tiger". Les deux voies étaient communément appelées «jaune» et «bleu», le jaune étant la couleur principale des trains Lion et le bleu étant la couleur principale des trains Tiger. 
Gwazi a été construit par Great Coasters International et a été fourni avec six trains de Philadelphia Toboggan Coasters, bien que seulement quatre puissent fonctionner à la fois. Gwazi a été le dernier coaster GCI à ouvrir avec des trains PTC.
Gwazi a le record du plus grand nombre de "fly-bys" sur un duel de montagnes, en en ayant six. Un fly-by est l'endroit où les deux trains passent dans des directions opposées à grande vitesse, ce qui donne l'impression qu'ils vont entrer en collision.
À cause d'un entretien pas assez régulier, Gwazi a développé est devenu assez désagréable pour les passagers. Le côté "Lion" du trajet a été réparé en 2009 suivi du côté "Tiger" en 2010. Le dernier élément de la révision a été l'installation de quatre nouveaux trains Millennium Flyer conçus par GCI à 12 voitures pour remplacer le trains d'origine. Même avec le réparation et les nouveaux trains, Gwazi est resté douloureux et compliqué à entretenir. À la fin de la saison 2012, le côté Tigre de Gwazi a fermé. Busch Gardens a confirmé que la piste du Lion de Gwazi fermerait officiellement le 1er février 2015 en raison de la faible fréquentation, des coûts d'exploitation et des avis des visiteurs,. Après 15 ans de fonctionnement, le dernier train des montagnes russes a été expédié le 1er février 2015 et Gwazi a fermé,.

### Iron Gwazi
Les trains de Gwazi ont été réutilisés pour InvadR, un parcours de montagnes russes en bois à Busch Gardens Williamsburg,. En outre, les planches de bois de l'attraction ont été réutilisées dans d'autres parcs de divertissement dont SeaWorld Orlando et Busch Gardens Tampa lui-même.
Lors d'une conférence tenue le 12 septembre 2018 pour l'annonce des neuvièmes montagnes russes des parcs (intitulée Tigris), les responsables de Busch Gardens ont laissé entendre qu'il y avait de futurs plans de construction impliquant Gwazi prévus pour 2020,. En décembre 2018, les demandes de constructions envoyées à la ville de Tampa ont notifié Rocky Mountain Construction comme fabricant de manèges pour une prochaine attraction,. Les préparatifs sur place ont également commencé fin 2018 pour le nom de code d'un trajet intitulé "BGT 2020".
Busch Gardens Tampa a indiqué que plus d'informations sur une nouvelle attraction devaient être annoncées le 1er mars 2019 après l'achèvement des travaux en cours pour Tigris,. Le 1er mars, Busch Gardens Tampa a annoncé la conversion de Gwazi en montagnes russes hybrides par Rocky Mountain Construction. Il a été présenté comme étant le parcours hybride le plus raide et le plus rapide, ainsi que le plus haut d'Amérique du Nord,,. 
Le 12 septembre 2019, Busch Gardens Tampa a annoncé le nom Iron Gwazi,.
Le 23 août 2021, Busch Gardens a annoncé un nouveau calendrier d'ouverture prévu en mars 2022, repoussant la grande ouverture une deuxième fois.

## Récompenses

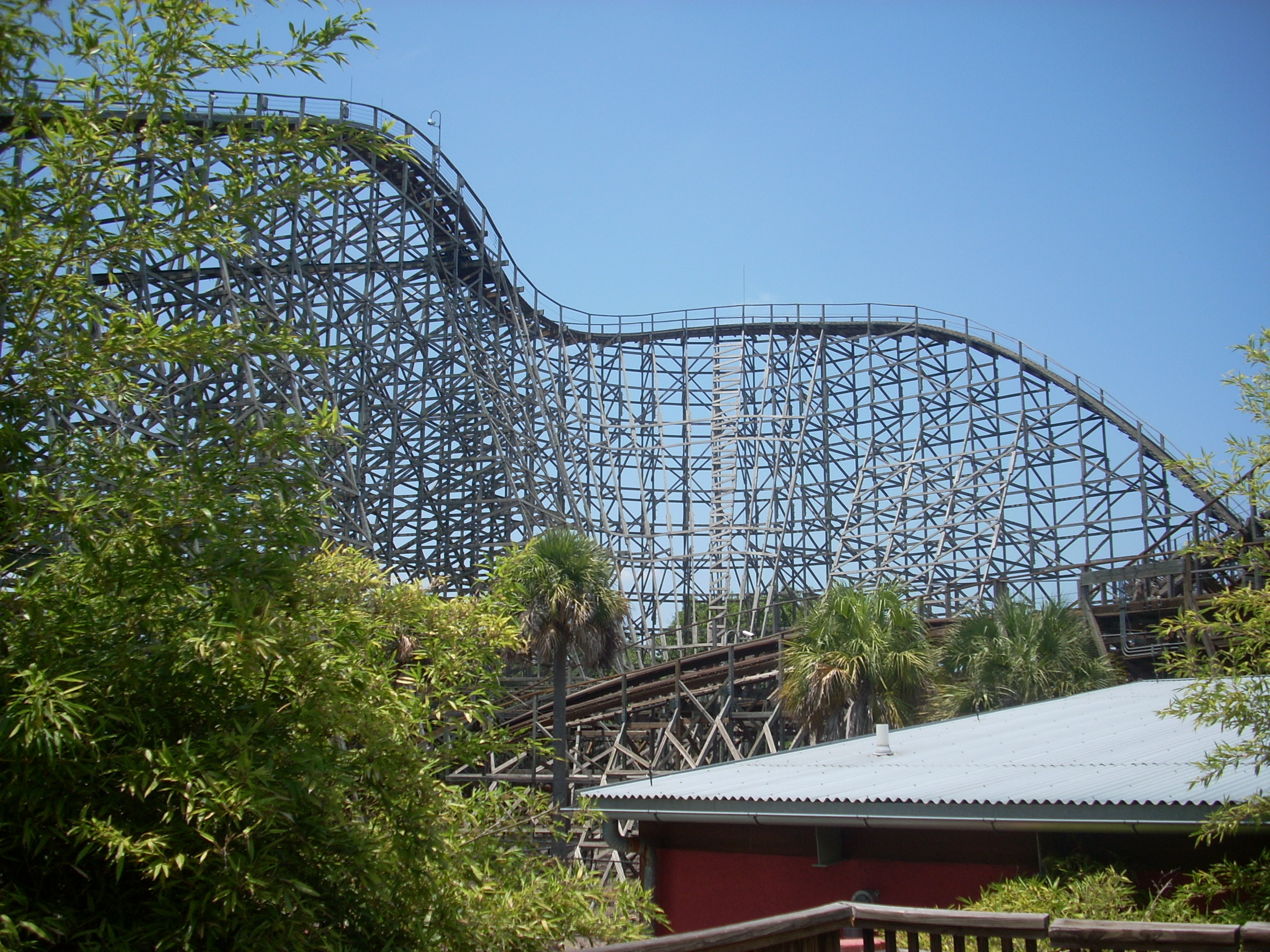
Gwazi en 2008.

- Montagnes russes entières

| Place | 38 | 43 | 46 | 40 | - | - | 46 | - |

- Tiger

| Place | 30 | 33 | 37 | 40 | 44 | 50 | 51 | 64 | 77 | 88 | 116 | 105 | 87 |

- Lion

| Place | 32 | 42 | 41 | 41 | 50 | 51 | 53 | 71 | 79 | 89 | 118 | 103 | 98 |

## Incident
En 2006, un homme de 52 ans s'est effondré et est décédé quelques heures après avoir testé Gwazi. Il a été déterminé que l'attraction (qui fonctionnait correctement) avait aggravé son état d'hypertension artérielle,.